# Friedrich Rolly
Friedrich Rolly (* 31. Januar 1874 in Osthofen; † 12. März 1930 in  Heidelberg)  war ein deutscher Mediziner (Internist, Infektionskrankheiten).
Rolly promovierte 1897 an der Universität Heidelberg (Dissertation: Über einen Fall von Adenomyoma uteri,  Übergang in Carcinom und Metastasenbildung) und habilitierte sich dort 1903 für Innere Medizin. Ab 1903 war er Privatdozent für Innere Medizin an der Medizinischen Fakultät der Universität Leipzig, wurde 1908 nichtplanmäßiger außerordentlicher Professor für Heilmethoden und 1921 ordentlicher Professor für spezielle Pathologie in Leipzig, was er bis 1926 blieb. 1924/25 war er Dekan der Medizinischen Fakultät in Leipzig.
Er lieferte den Beitrag Akute Exantheme zum ersten Band (Infektionskrankheiten) des Handbuchs der inneren Medizin (Springer 1911).

## Schriften
- Der akute Gelenkrheumatismus nebst Chorea minor und Rheumatoide, Berlin 1920